# 大目樸麗魚
大目樸麗魚，為輻鰭魚綱鱸形目隆頭魚亞目慈鯛科的其中一種，被IUCN列為極危保育類動物，分布於非洲維多利亞湖流域，棲息深度可達8公尺，體長可達9.1公分，棲息在沙泥底質水域，屬雜食性，以藻類、昆蟲幼蟲為食，生活習性不明。

## 擴展閱讀
維基物種上的相關：大目樸麗魚